# Saphir (Synthie-Pop-Band)
Saphir war eine deutsche Synthie-Pop- und Disco-Band der 1980er Jahre.

## Bandgeschichte
Neben Leadsänger Arno Krause gehörten Frank Niedeggen und Pierro Copertino zum Trio. Im August 1985 erschien die Single Shot in the Night, die sich Ende September in den deutschen Charts platzieren konnte und Platz 37 erreichte. Mit I Am Alive stieg im März 1986 auch der Nachfolger in die deutsche Hitparade und erklomm Platz 45. Die ebenfalls 1986 veröffentlichten Singles I Feel Good (I Feel Fine) und The Witch-Queen of New Orleans verpassten den Charteinstieg.
Abgesehen von The Witch-Queen of New Orleans, einer Coverversion des Hits der amerikanischen Band Redbone aus dem Jahr 1971, wurden alle Lieder auf Saphirs einzigem Studioalbum Perfect Combination von Mick Hannes und Walter Gerke geschrieben. Nachdem die letzten beiden Auskopplungen wenig Beachtung fanden, trennte sich die Gruppe.

## Diskografie
Alben
- 1986: Perfect Combination
- 2011: Best of Saphir (Kompilation)

Singles
- 1985: Shot in the Night (VÖ: 5. August)
- 1986: I Am Alive
- 1986: I Feel Good (I Feel Fine)
- 1986: The Witch-Queen of New Orleans